# Sodo Dacha
Sodo Dacha ou Sodo Daci (en oromo : Sooddo Dachaa) est un woreda du centre de l'Éthiopie situé dans la zone Sud-Ouest Shewa de la région Oromia. Peuplé de 43 607 habitants en 2007, il reprend la partie sud-est de l'ancien woreda Kersana Kondaltiti. Son centre administratif est Tere.
Limitrophe des zones Finfinnee, Est Shewa et Gurage, Sodo Dacha n'est bordé dans la zone Sud-Ouest Shewa que par Kersana Malima.
|                | Akaki      |               |
| Kersana Malima | Sodo Dacha | Liben Chukala |
|                | Soddo      | Dugda         |

Le centre administratif, Tere,, ou Terre, est à environ 70 km d'Addis-Abeba sur la route en direction de Butajira.
À peine une quinzaine de kilomètres plus loin, le site archéologique de Tiya connu pour ses stèles mégalithiques, se trouve dans le woreda Soddo en dehors de la région Oromia.
Le recensement national de 2007 fait état pour Sodo Dacha d'une population de 43 607 habitants dont 6 % de citadins qui sont les 2 732 habitants de Tere.
La plupart des habitants (97 %) sont orthodoxes et 1,5 % sont protestants.
En 2022, sa population est estimée à 62 808 personnes avec une densité de population de 158 personnes par km2 et 398 km2 de superficie.